# Medagliati olimpici nel biathlon
Elenco dei vincitori di medaglia olimpica nel biathlon, ordinati per specialità.

## Albo d'oro

### Maschile

#### 20 km individuale
| Edizione                                       | Oro                                            | Argento                                   | Bronzo                                    |
| ---------------------------------------------- | ---------------------------------------------- | ----------------------------------------- | ----------------------------------------- |
| Squaw Valley 1960                              | Klas Lestander                                 | Antti Tyrväinen                           | Aleksandr Privalov                        |
| Innsbruck 1964                                 | Vladimir Melanin                               | Aleksandr Privalov                        | Olav Jordet                               |
| Grenoble 1968                                  | Magnar Solberg                                 | Aleksandr Tichonov                        | Vladimir Gundarcev                        |
| Sapporo 1972                                   | Magnar Solberg                                 | Hansjörg Knauthe                          | Lars-Göran Arwidson                       |
| Innsbruck 1976                                 | Nikolaj Kruglov                                | Heikki Ikola                              | Aleksandr Elizarov                        |
| Lake Placid 1980                               | Anatolij Aljab'ev                              | Frank Ullrich                             | Eberhard Rösch                            |
| Sarajevo 1984                                  | Peter Angerer                                  | Frank-Peter Roetsch                       | Eirik Kvalfoss                            |
| Calgary 1988                                   | Frank-Peter Roetsch                            | Valerij Medvedcev                         | Johann Passler                            |
| Albertville 1992                               | Jaŭhen Rėdz'kin                                | Mark Kirchner                             | Mikael Löfgren                            |
| Lillehammer 1994                               | Sergej Tarasov                                 | Frank Luck                                | Sven Fischer                              |
| Nagano 1998                                    | Halvard Hanevold                               | Pieralberto Carrara                       | Aljaksej Ajdaraŭ                          |
| Salt Lake City 2002                            | Ole Einar Bjørndalen                           | Frank Luck                                | Viktor Majgurov                           |
| Torino 2006                                    | Michael Greis                                  | Ole Einar Bjørndalen                      | Halvard Hanevold                          |
| Vancouver 2010                                 | Emil Hegle Svendsen                            | Ole Einar Bjørndalen                      | —                                         |
| Vancouver 2010                                 | Emil Hegle Svendsen                            | Sjarhej Novikaŭ                           | —                                         |
| Soči 2014                                      | Martin Fourcade                                | Erik Lesser                               | Evgenij Garaničev                         |
| Pyeongchang 2018                               | Johannes Thingnes Bø                           | Jakov Fak                                 | Dominik Landertinger                      |
| Pechino 2022                                   | Quentin Fillon Maillet                         | Anton Smol'ski                            | Johannes Thingnes Bø                      |
| Atleta meglio premiato: Magnar Solberg (2/0/0) | Atleta meglio premiato: Magnar Solberg (2/0/0) | Nazione meglio premiata: Norvegia (6/2/4) | Nazione meglio premiata: Norvegia (6/2/4) |

#### 10 km sprint
| Edizione                                             | Oro                                                  | Argento                                   | Bronzo                                    |
| ---------------------------------------------------- | ---------------------------------------------------- | ----------------------------------------- | ----------------------------------------- |
| Lake Placid 1980                                     | Frank Ullrich                                        | Vladimir Alikin                           | Anatolij Aljab'ev                         |
| Sarajevo 1984                                        | Eirik Kvalfoss                                       | Peter Angerer                             | Matthias Jacob                            |
| Calgary 1988                                         | Frank-Peter Roetsch                                  | Valerij Medvedcev                         | Sergej Čepikov                            |
| Albertville 1992                                     | Mark Kirchner                                        | Ricco Groß                                | Harri Eloranta                            |
| Lillehammer 1994                                     | Sergej Čepikov                                       | Ricco Groß                                | Sergej Tarasov                            |
| Nagano 1998                                          | Ole Einar Bjørndalen                                 | Frode Andresen                            | Ville Räikkönen                           |
| Salt Lake City 2002                                  | Ole Einar Bjørndalen                                 | Sven Fischer                              | Wolfgang Perner                           |
| Torino 2006                                          | Sven Fischer                                         | Halvard Hanevold                          | Frode Andresen                            |
| Vancouver 2010                                       | Vincent Jay                                          | Emil Hegle Svendsen                       | Jakov Fak                                 |
| Soči 2014                                            | Ole Einar Bjørndalen                                 | Dominik Landertinger                      | Jaroslav Soukup                           |
| Pyeongchang 2018                                     | Arnd Peiffer                                         | Michal Krčmář                             | Dominik Windisch                          |
| Pechino 2022                                         | Johannes Thingnes Bø                                 | Quentin Fillon Maillet                    | Tarjei Bø                                 |
| Atleta meglio premiato: Ole Einar Bjørndalen (3/0/0) | Atleta meglio premiato: Ole Einar Bjørndalen (3/0/0) | Nazione meglio premiata: Norvegia (5/3/2) | Nazione meglio premiata: Norvegia (5/3/2) |

#### 12,5 km inseguimento
| Edizione                                        | Oro                                             | Argento                                  | Bronzo                                   |
| ----------------------------------------------- | ----------------------------------------------- | ---------------------------------------- | ---------------------------------------- |
| Salt Lake City 2002                             | Ole Einar Bjørndalen                            | Raphaël Poirée                           | Ricco Groß                               |
| Torino 2006                                     | Vincent Defrasne                                | Ole Einar Bjørndalen                     | Sven Fischer                             |
| Vancouver 2010                                  | Björn Ferry                                     | Christoph Sumann                         | Vincent Jay                              |
| Soči 2014                                       | Martin Fourcade                                 | Ondřej Moravec                           | Jean-Guillaume Béatrix                   |
| Pyeongchang 2018                                | Martin Fourcade                                 | Sebastian Samuelsson                     | Benedikt Doll                            |
| Pechino 2022                                    | Quentin Fillon Maillet                          | Tarjei Bø                                | Ėduard Latypov                           |
| Atleta meglio premiato: Martin Fourcade (2/0/0) | Atleta meglio premiato: Martin Fourcade (2/0/0) | Nazione meglio premiata: Francia (4/1/2) | Nazione meglio premiata: Francia (4/1/2) |

#### 15 km in linea
| Edizione                                        | Oro                                             | Argento                                   | Bronzo                                    |
| ----------------------------------------------- | ----------------------------------------------- | ----------------------------------------- | ----------------------------------------- |
| Torino 2006                                     | Michael Greis                                   | Tomasz Sikora                             | Ole Einar Bjørndalen                      |
| Vancouver 2010                                  | Evgenij Ustjugov                                | Martin Fourcade                           | Pavol Hurajt                              |
| Soči 2014                                       | Emil Hegle Svendsen                             | Martin Fourcade                           | Ondřej Moravec                            |
| Pyeongchang 2018                                | Martin Fourcade                                 | Simon Schempp                             | Emil Hegle Svendsen                       |
| Pechino 2022                                    | Johannes Thingnes Bø                            | Martin Ponsiluoma                         | Vetle Sjåstad Christiansen                |
| Atleta meglio premiato: Martin Fourcade (1/2/0) | Atleta meglio premiato: Martin Fourcade (1/2/0) | Nazione meglio premiata: Norvegia (2/0/3) | Nazione meglio premiata: Norvegia (2/0/3) |

#### Staffetta 4 x 7,5 km
| Edizione                                          | Oro              | Argento           | Bronzo                  |
| ------------------------------------------------- | ---------------- | ----------------- | ----------------------- |
| Grenoble 1968                                     | Unione Sovietica | Norvegia          | Svezia                  |
| Sapporo 1972                                      | Unione Sovietica | Finlandia         | Germania Est            |
| Innsbruck 1976                                    | Unione Sovietica | Finlandia         | Germania Est            |
| Lake Placid 1980                                  | Unione Sovietica | Germania Est      | Germania Ovest          |
| Sarajevo 1984                                     | Unione Sovietica | Norvegia          | Germania Ovest          |
| Calgary 1988                                      | Unione Sovietica | Germania Ovest    | Italia                  |
| Albertville 1992                                  | Germania         | Squadra Unificata | Svezia                  |
| Lillehammer 1994                                  | Germania         | Russia            | Francia                 |
| Nagano 1998                                       | Germania         | Norvegia          | Russia                  |
| Salt Lake City 2002                               | Norvegia         | Germania          | Francia                 |
| Torino 2006                                       | Germania         | Russia            | Francia                 |
| Vancouver 2010                                    | Norvegia         | Austria           | Russia                  |
| Soči 2014                                         | Russia           | Germania          | Austria                 |
| Pyeongchang 2018                                  | Svezia           | Norvegia          | Germania                |
| Pechino 2022                                      | Norvegia         | Francia           | Comitato Olimpico Russo |
| Nazione meglio premiata: Unione Sovietica (6/0/0) |                  |                   |                         |

### Femminile

#### 15 km individuale
| Edizione                                                         | Oro                                                              | Argento                                   | Bronzo                                    |
| ---------------------------------------------------------------- | ---------------------------------------------------------------- | ----------------------------------------- | ----------------------------------------- |
| Albertville 1992                                                 | Antje Misersky                                                   | Svetlana Pečërskaja                       | Myriam Bédard                             |
| Lillehammer 1994                                                 | Myriam Bédard                                                    | Anne Briand                               | Uschi Disl                                |
| Nagano 1998                                                      | Ekaterina Dafovska                                               | Olena Petrova                             | Uschi Disl                                |
| Salt Lake City 2002                                              | Andrea Henkel                                                    | Liv Grete Poirée                          | Magdalena Forsberg                        |
| Torino 2006                                                      | Svetlana Išmuratova                                              | Martina Beck                              | Al'bina Achatova                          |
| Vancouver 2010                                                   | Tora Berger                                                      | Elena Chrustalëva                         | Dar"ja Domračava                          |
| Soči 2014                                                        | Dar"ja Domračava                                                 | Selina Gasparin                           | Nadzeja Skardzina                         |
| Pyeongchang 2018                                                 | Hanna Öberg                                                      | Anastasija Kuz'mina                       | Laura Dahlmeier                           |
| Pechino 2022                                                     | Denise Herrmann                                                  | Anaïs Chevalier                           | Marte Olsbu Røiseland                     |
| Atleta meglio premiato: Myriam Bédard e Dar"ja Domračava (1/0/1) | Atleta meglio premiato: Myriam Bédard e Dar"ja Domračava (1/0/1) | Nazione meglio premiata: Germania (3/1/3) | Nazione meglio premiata: Germania (3/1/3) |

#### 7,5 km sprint
| Edizione                                            | Oro                                                 | Argento                                   | Bronzo                                    |
| --------------------------------------------------- | --------------------------------------------------- | ----------------------------------------- | ----------------------------------------- |
| Albertville 1992                                    | Anfisa Rezcova                                      | Antje Misersky                            | Elena Belova                              |
| Lillehammer 1994                                    | Myriam Bédard                                       | Svjatlana Paramyhina                      | Valentyna Cerbe-Nesina                    |
| Nagano 1998                                         | Galina Kukleva                                      | Uschi Disl                                | Katrin Apel                               |
| Salt Lake City 2002                                 | Kati Wilhelm                                        | Uschi Disl                                | Magdalena Forsberg                        |
| Torino 2006                                         | Florence Baverel-Robert                             | Anna Carin Olofsson                       | Lilija Efremova                           |
| Vancouver 2010                                      | Anastasija Kuz'mina                                 | Magdalena Neuner                          | Marie Dorin                               |
| Soči 2014                                           | Anastasija Kuz'mina                                 | Ol'ga Viluchina                           | Vita Semerenko                            |
| Pyeongchang 2018                                    | Laura Dahlmeier                                     | Marte Olsbu Røiseland                     | Veronika Vítková                          |
| Pechino 2022                                        | Marte Olsbu Røiseland                               | Elvira Öberg                              | Dorothea Wierer                           |
| Atleta meglio premiato: Anastasija Kuz'mina (2/0/0) | Atleta meglio premiato: Anastasija Kuz'mina (2/0/0) | Nazione meglio premiata: Germania (2/4/1) | Nazione meglio premiata: Germania (2/4/1) |

#### 10 km inseguimento
| Edizione                                     | Oro                                          | Argento                                   | Bronzo                                    |
| -------------------------------------------- | -------------------------------------------- | ----------------------------------------- | ----------------------------------------- |
| Salt Lake City 2002                          | Ol'ga Medvedceva                             | Kati Wilhelm                              | Irina Nikulčina                           |
| Torino 2006                                  | Kati Wilhelm                                 | Martina Beck                              | Al'bina Achatova                          |
| Vancouver 2010                               | Magdalena Neuner                             | Anastasija Kuz'mina                       | Marie-Laure Brunet                        |
| Soči 2014                                    | Dar"ja Domračava                             | Tora Berger                               | Teja Gregorin                             |
| Pyeongchang 2018                             | Laura Dahlmeier                              | Anastasija Kuz'mina                       | Anaïs Bescond                             |
| Pechino 2022                                 | Marte Olsbu Røiseland                        | Elvira Öberg                              | Tiril Eckhoff                             |
| Atleta meglio premiato: Kati Wilhelm (1/1/0) | Atleta meglio premiato: Kati Wilhelm (1/1/0) | Nazione meglio premiata: Germania (3/2/0) | Nazione meglio premiata: Germania (3/2/0) |

#### 12,5 km in linea
| Edizione                                         | Oro                                              | Argento                                   | Bronzo                                    |
| ------------------------------------------------ | ------------------------------------------------ | ----------------------------------------- | ----------------------------------------- |
| Torino 2006                                      | Anna Carin Olofsson                              | Kati Wilhelm                              | Uschi Disl                                |
| Vancouver 2010                                   | Magdalena Neuner                                 | Ol'ga Zajceva                             | Simone Hauswald                           |
| Soči 2014                                        | Dar"ja Domračava                                 | Gabriela Soukalová                        | Tiril Eckhoff                             |
| Pyeongchang 2018                                 | Anastasija Kuz'mina                              | Dar"ja Domračava                          | Tiril Eckhoff                             |
| Pechino 2022                                     | Justine Braisaz                                  | Tiril Eckhoff                             | Marte Olsbu Røiseland                     |
| Atleta meglio premiato: Dar"ja Domračava (1/1/0) | Atleta meglio premiato: Dar"ja Domračava (1/1/0) | Nazione meglio premiata: Germania (1/1/2) | Nazione meglio premiata: Germania (1/1/2) |

#### Staffetta 4 x 6 km
| Edizione                                | Oro         | Argento                 | Bronzo            |
| --------------------------------------- | ----------- | ----------------------- | ----------------- |
| Albertville 1992                        | Francia     | Germania                | Squadra Unificata |
| Lillehammer 1994                        | Russia      | Germania                | Francia           |
| Nagano 1998                             | Germania    | Russia                  | Norvegia          |
| Salt Lake City 2002                     | Germania    | Norvegia                | Russia            |
| Torino 2006                             | Russia      | Germania                | Francia           |
| Vancouver 2010                          | Russia      | Francia                 | Germania          |
| Soči 2014                               | Ucraina     | Norvegia                | Rep. Ceca         |
| Pyeongchang 2018                        | Bielorussia | Svezia                  | Francia           |
| Pechino 2022                            | Svezia      | Comitato Olimpico Russo | Germania          |
| Nazione meglio premiata: Russia (3/1/1) |             |                         |                   |

### Misto

#### Staffetta 2 x 6 + 2 x 7,5 km
| Edizione                                  | Oro      | Argento   | Bronzo                  |
| ----------------------------------------- | -------- | --------- | ----------------------- |
| Soči 2014                                 | Norvegia | Rep. Ceca | Italia                  |
| Pyeongchang 2018                          | Francia  | Norvegia  | Italia                  |
| Pechino 2022                              | Norvegia | Francia   | Comitato Olimpico Russo |
| Nazione meglio premiata: Norvegia (2/1/0) |          |           |                         |